# 広島のうまい!に乾杯
『広島のうまい!に乾杯』（ひろしまのうまい にかんぱい）は、広島テレビとKIRINとJAグループ広島の共同制作番組である。

## 概要
番組のテーマは「地産地消」。広島産のビールと広島産の旬の食材を使った料理を供する店を紹介していた。
番組は2006年4月14日にスタートしたが、広島地区での地上デジタル放送開始による同年秋の改編により、同年9月29日放送分をもって一旦終了した。その後、2007年7月6日に再び放送を開始し、同年12月28日まで放送された。同年度の放送では、『広島のうまい!に乾杯2007』と番組タイトルに放送年度を冠していた。

## 出演者
- 金盛つかさ（2006年4月14日 - 2006年9月29日）
- 小川涼子（2007年7月6日 - 2007年12月28日）

## 放送時間
- 金曜日 22:54 - 23:00 (JST)